# Diogo Jota
Diogo José Teixeira da Silva (Porto, 1996. december 4. – Cernadilla, Zamora, 2025. július 3.), ismertebb nevén Diogo Jota, korábbi portugál válogatott labdarúgó, aki csatárként és szélsőként is bevethető volt. Kiemelkedett befejezései, gyorsasága, cselezőkészsége és munkabírása révén.
Pályafutását a Paços de Ferreira csapatánál kezdte, majd 2016-ban a spanyol Atlético Madrid szerződtette. Két portugál első osztályú idényt követően előbb a Portóhoz, majd 2017-ben kölcsönben az angol másodosztályú Wolverhampton Wanderers együtteséhez került. Miután kulcsszerepet játszott a csapat Premier League-be való feljutásában, 2018-ban mintegy 14 millió euróért végleg leigazolták. A „Farkasok” színeiben 131 mérkőzésen 44 gólt szerzett. 2020-ban 41 milió fontért a Liverpoolhoz igazolt, ahol öt idény alatt 182 találkozón 65-ször volt eredményes, és hozzájárult a 2024–2025-ös bajnoki cím, valamint egy FA-kupa és két Ligakupa elhódításához.
A portugál utánpótlás-válogatottak szinte minden korosztályát végigjárta (U19, U21, U23), 2019 novemberében pedig a felnőttek között is bemutatkozott. Tagja volt a 2022-es világbajnokság, valamint a 2020-as és 2024-es Európa-bajnokság keretének is, emellett kétszeres Nemzetek Ligája-győztes (2019), (2025).
2025. július 3-án őt és testvérét, André Silvát halálos közúti baleset érte a spanyolországi Cernadillában.

## Pályafutása

### Klubcsapatokban

#### Pályafutása kezdetén – Paços de Ferreira
Porto városának Massarelos nevű egyházközségében született, és a közeli Gondomarban, a Porto Metropolitan Aréna térségében nőtt fel. Kilenc és tizenhét éves kora között a helyi Gondomar SC utánpótlásában nevelkedett. 2022-ben a klub az ő tiszteletére nevezte el róla akadémiáját.
Miután alacsony termete miatt több nagy egyesület is visszautasította, 2013-ban a Paços de Ferreira utánpótlásához csatlakozott. A 2014–2015-ös idény elején került fel az első csapathoz, és 2014. október 19-én mutatkozott be a felnőttek között: kezdőként lépett pályára a Portugál Kupa mérkőzésén az Atlético de Reguengos ellen, ahol csapata 4–0-s hazai győzelmet aratott. Az idény során egy hónapot kihagyott, miután szívproblémát diagnosztizáltak nála.
2015. február 20-án debütált a Primeira Ligában, csereként váltva Diogo Rosadót a Vitória de Guimarães elleni 2–2-es hazai döntetlen alkalmával. Május 17-én  szerezte első élvonalbeli góljait: duplázott az Académica de Coimbra elleni 3–2-re megnyert találkozón, és ezzel a klub történetének legfiatalabb gólszerzője lett az első osztályban.
2015. május 30-án új, öt évre szóló szerződést írt alá, amely 2020-ig kötötte a Paços de Ferreirához. Augusztus 17-én  – a következő idény nyitányán – az Académica elleni 1–0-s győzelem alkalmával kiállították a Mata Real Stadionban, miután meglökte Hugo Secót; csapattársa, Ricardo Nascimento is piros lapot kapott, mert megvédte őt. Az idény során Jorge Simão vezetőedző Cristiano Ronaldóhoz hasonlította őt, amit a fiatal játékos meglepetten, de nagy megtiszteltetésként fogadott.
Érdekesség, hogy a többi első csapatbeli játékostól eltérően a klub kollégiumában lakott, hogy elkerülje a zavaró tényezőket, és idegen nyelveket tanulhasson egy lehetséges jövőbeli külföldi szerződés reményében.

#### Atlético Madrid és kölcsönjáték a Portónál
2016. március 14-én ötéves szerződést kötött a spanyol Atlético Madriddal, amely július 1-jén lépett hatályba. Augusztus 26-án azonban már kölcsönbe került a portugál élvonalbeli FC Portóhoz, így visszatért hazájába. Október 1-jén már az első félidőben mesterhármast ért el a Nacional otthonában 4–0-ra megnyert bajnokin. A 2016–2017-es idényben a Bajnokok Ligájában is bemutatkozott, december 7-én pedig első gólját is megszerezte a sorozatban az angol Leicester City elleni 5–0-s hazai győzelem során.

#### Wolverhampton Wanderers

##### Premier League-be jutás és európai szereplés (2017–2019)

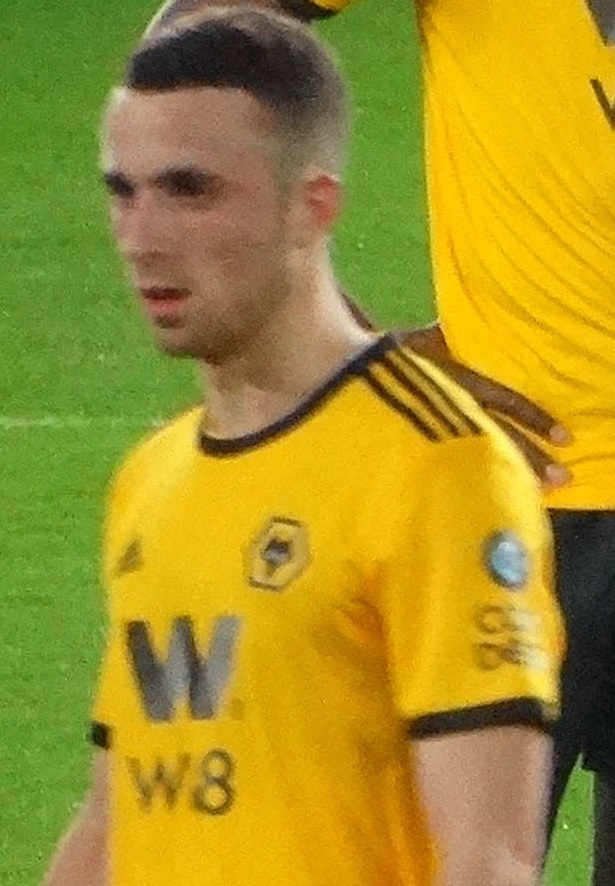
A Wolverhampton Wanderers színeiben 2018-ban

2017. július 25-én egy idényre szóló kölcsönszerződést írt alá az angol másodosztályban szereplő Wolverhampton Wanderers csapatával. Augusztus 15-én szerezte első gólját a Hull City elleni 3–2-es idegenbeli győzelem alkalmával. 2018. január 30-án bejelentették, hogy a klub végleg megvásárolja játékjogát kb. 14 millió euróért; a szerződés 2018. július 1-jén lépett hatályba.
Első idényében 17 bajnoki találatig jutott, amely karriercsúcsot jelentett számára, és az ötödik helyet érte el a Championship góllövőlistáján. A Wolverhampton bajnoki címet nyerve feljutott a Premier League-be. Mivel az English Football League előírja, hogy a játékosok mezén a hivatalos vezetéknevük szerepeljen, Jota ebben az idényben „da Silva” néven szerepelt, ám a feljutást követően visszatérhetett a megszokott „Diogo J” felirathoz.
2018. augusztus 11-én debütált az angol élvonalban, kezdőként lépett pályára a 2–2-es hazai döntetlen során az Everton ellen. December 5-én szerezte első Premier League-gólját, amikor a Wolverhampton hátrányból fordítva 2–1-re legyőzte a Chelsea-t. Négy nappal később ismét eredményes volt a Newcastle United elleni idegenbeli 2–1-es győzelem során. 2019. január 19-én mesterhármast ért el a Leicester City elleni 4–3-as hazai siker alkalmával – ez volt pályafutása második triplája. Ezzel Cristiano Ronaldo után a második portugál játékos lett, aki három gólt szerzett egy Premier League-mérkőzésen, 11 évvel Ronaldo hasonló teljesítménye után. Ez volt a Wolverhampton történetének első mesterhármasa a Premier League-ben, és az angol élvonalban is az első 1977 októbere óta, amikor John Richards épp a Leicester ellen jegyzett triplát az akkori First Divisionben. 2019. március 16-án ő szerezte a győztes találatot a Manchester United elleni 2–1-es győzelemmel záródó FA-kupa-negyeddöntőben, amellyel a Wolverhampton az 1997–1998-as idény óta először jutott be a kiírás elődöntőjébe.

##### Utolsó szezonja a klubnál (2019–2020)
2019. július 25-én gólt szerzett a Crusaders elleni 2–0-s győzelem alkalmával az Európa-liga második selejtezőkörében. Ez volt a Wolverhampton első európai találata 1980 októbere óta. Augusztus 15-én, a következő fordulóban ollózó mozdulattal volt eredményes a Pjunik ellen, beállítva a 4–0-s végeredményt; a párharcot a Wolves 8–0-s összesítéssel nyerte meg.
2019. december 12-én, a csoportkör utolsó fordulójában a Beşiktaş elleni hazai találkozón az 56. percben csereként állt be honfitársa, Rúben Neves helyére, amikor még nem esett gól. Mindössze 72 másodperccel később betalált, majd tizenkét percen belül mesterhármast szerzett, amivel a Wolverhampton 4–0-ra nyert. 2020. február 20-án az Európa-liga kieséses szakaszának első mérkőzésén ismét három gólt szerzett, ezúttal az Espanyol elleni 4–0-s hazai győzelem alkalmával. Július 12-én szerezte utolsó találatát a klubban az Everton elleni 3–0-s bajnoki győzelem során. Egy hónappal később, augusztus 11-én játszotta 131. és egyben utolsó mérkőzését a Wolverhampton színeiben: csereként lépett pályára a Sevilla elleni Európa-liga negyeddöntőben.

#### Liverpool

##### Bemutatkozó idénye és beilleszkedése (2020–2021)

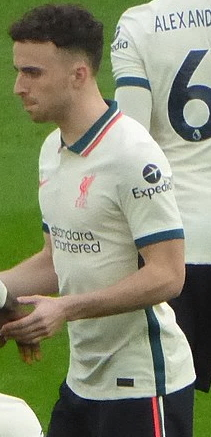
A Liverpool játékosaként 2021-ben

2020. szeptember 19-én hosszú távú szerződést írt alá a Liverpool FC-vel, sajtóhírek szerint 41 millió fontért, amely az esetleges bónuszokkal együtt 45 millió fontra is emelkedhetett. A klub már a Porto-időszaka alatt figyelemmel kísérte játékát, és a 2018–2019-es idényről hivatalos megfigyelői jelentést is készített róla. Mivel akkoriban épp végleg a Wolverhamptonhoz került, a Liverpool egyelőre csak tovább figyelte. Jürgen Klopp menedzser 2020 elején döntött végleg a szerződtetéséről, miután egy 15 mérkőzésre kiterjedő részletes elemzést kapott a játékáról, és végül őt választotta egy négyfős támadójátékos-listáról.
Jota öt nappal később debütált a Liverpool színeiben a Ligakupában, amikor csereként lépett pályára a Lincoln City elleni 7–2-es győzelem során. Szeptember 28-án a Premier League-ben is bemutatkozott, és betalált a 3–1-es Arsenal elleni hazai győzelem alkalmával, megszerezve a mérkőzés harmadik gólját az Anfielden. A Bajnokok Ligája csoportkörében, az FC Midtjylland elleni mérkőzésen ő szerezte a klub történetének 10 000. gólját. November 3-án az Atalanta elleni idegenbeli találkozón mesterhármast szerzett az 5–0-s győzelem során, és ezzel ő lett az első játékos Robbie Fowler 1993-as teljesítménye óta, aki az első tíz Liverpool-mérkőzésén hét gólig jutott. November 22-én ismét eredményes volt a Leicester City elleni 3–0-s győzelem alkalmával, ezzel ő lett az első Liverpool-játékos, aki az első négy hazai bajnoki mérkőzésén egyaránt gólt szerzett. Októberi teljesítményéért a klub szurkolói a hónap játékosának választották. December 9-én súlyos lábsérülést szenvedett a Midtjylland elleni, tét nélküli Bajnokok Ligája-mérkőzésen, amely miatt három hónapig nem tudott pályára lépni.
Bemutatkozó idényét a Premier League-ben kilenc góllal zárta, köztük egy látványos sarokkal szerzett találattal a Manchester United elleni idegenbeli 4–2-es győzelem során, amely hozzájárult ahhoz, hogy a Liverpool a 3. helyen zárja a bajnokságot és kvalifikálja magát a Bajnokok Ligájába.

##### Hazai duplázás és európai kupadöntő (2021–2022)
2021. augusztus 14-én ő szerezte csapata első gólját a 2021–2022-es idényben, a Norwich City elleni 3–0-s idegenbeli győzelem alkalmával. Október 24-én ismét eredményes volt az ősi rivális Manchester United otthonában, a Liverpool történelmi, 5–0-s győzelemmel záruló találkozóján az Old Traffordon. November 3-án ő nyitotta a gólok sorát korábbi klubja, az Atlético Madrid ellen a Bajnokok Ligájában, hozzájárulva a 2–0-s hazai sikerhez, amellyel a Liverpool biztosította helyét a nyolcaddöntőben, csoportelsőként. December 1-jén a Mersey-parti rangadón is betalált: a Vörösök 4–1-re győzték le az Evertont idegenben. Ez volt sorozatban a tizennyolcadik mérkőzés, amelyen a csapat legalább két gólt szerzett minden sorozatot figyelembe véve – ezzel új rekordot állítottak fel az angol élvonal történetében. Novemberi teljesítményéért Jotát a szurkolók a Hónap játékosának választották. December 16-án ismét eredményes volt, ezúttal a Newcastle United elleni 3–1-es hazai győzelem alkalmával, amely egyben a Liverpool történetének 2000. élvonalbeli sikere volt.

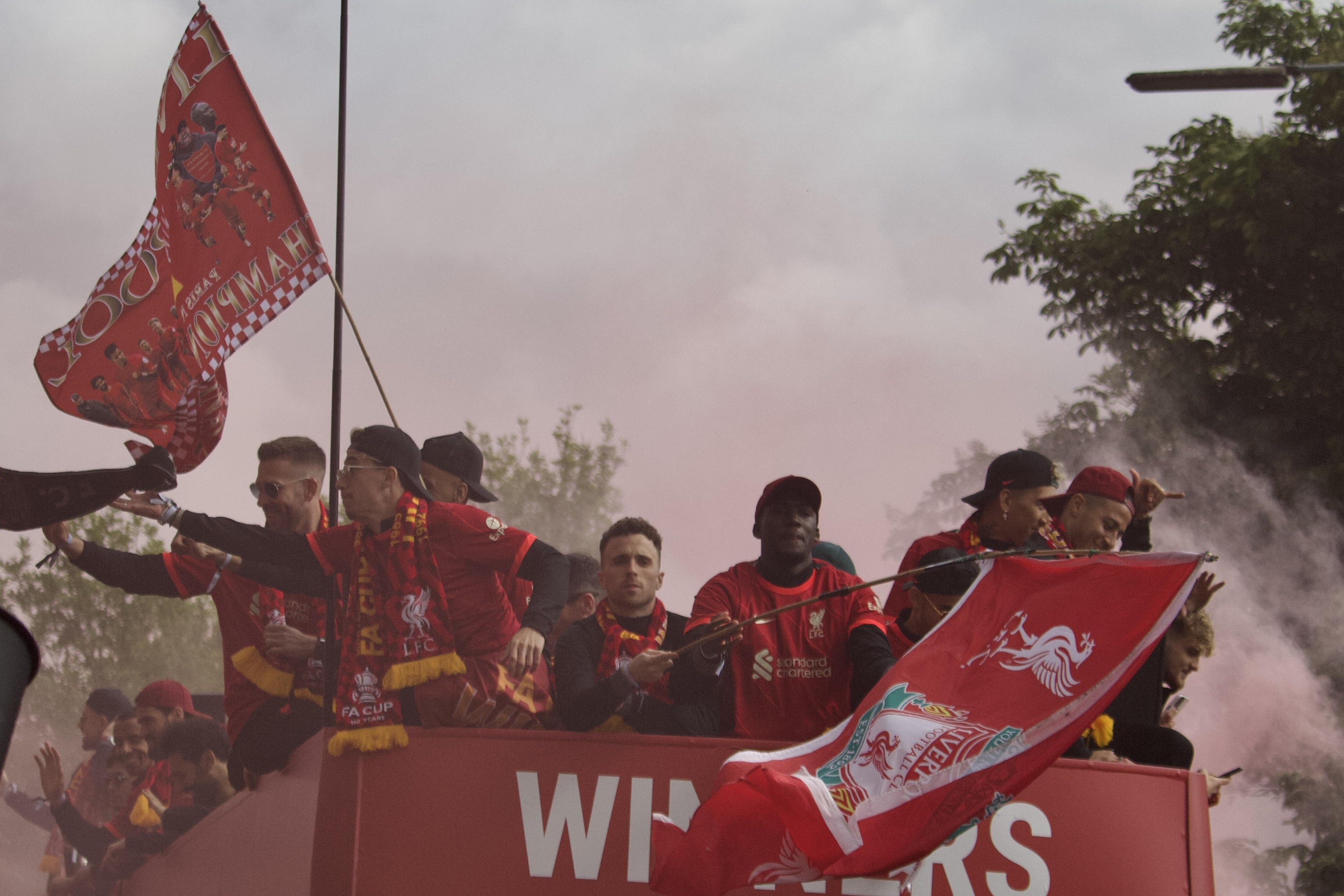
Az FA-kupa és a Ligakupa-győzelem ünneplése során 2022. május 29-én, miután véget ért a 2021–2022-es idény

Januárban, a Ligakupa elődöntőjében mindkét gólt ő szerezte az Arsenal elleni 2–0-s idegenbeli siker során, amellyel a csapat bejutott a döntőbe. Február 27-én rendezték a finálét a Chelsea ellen; a mérkőzés hosszabbítás után 0–0-s döntetlennel zárult, a büntetőpárbajban pedig Jota is értékesítette tizenegyesét, ezzel hozzájárulva a Liverpoolt első Ligakupa-győzelméhez 2012 után. Május 14-én, az FA-kupa-döntőben a 33. percben állt be a sérült Mohamed Szaláh helyére. Ez a találkozó is büntetőkkel dőlt el, Jota ismét értékesítette lövését, a Liverpool pedig megnyerte a trófeát. Május 28-án a Bajnokok Ligája-fináléban a 65. percben csereként lépett pályára a Real Madrid ellen. A Liverpool végül 1–0-ra alulmaradt, így nem sikerült megszerezni a trófeát.

##### Szerződéshosszabbítás és visszatérő sérülések (2022–2023)
A szezon előtti felkészülés során combizomsérülést szenvedett, emiatt kihagyta az idény elejét. 2022. augusztus 2-án hosszú távú szerződést kötött a Liverpoollal. Szeptember 3-án tért vissza először a pályára, amikor a Mersey-parti rangadón a 80. percben váltotta Darwin Núñezt a 0–0-s döntetlennel zárult Everton elleni mérkőzésen. Október 12-én a Rangers elleni Bajnokok Ligája-találkozón csereként lépett pályára, és pályafutása során először osztott ki három gólpasszt egy mérkőzésen – mindhármat Mohamed Szaláhnak, aki hat perc és tizenkét másodperc alatt mesterhármast szerzett a 7–1-re megnyert összecsapáson. Október 16-án újabb sérülést szenvedett, ezúttal vádliprobléma miatt kellett lecserélni a Manchester City elleni 1–0-s hazai győzelem során; emiatt ki kellett hagynia a 2022-es katari világbajnokságot is. 2023. február 13-án tért vissza hosszabb kihagyás után, amikor a 70. percben lépett pályára az Everton elleni 2–0-ra megnyert bajnokin.
Több mint egyéves gólcsend után – legutóbb 2022. április 10-én volt eredményes – április 17-én duplázott a Leeds United otthonában aratott 6–1-es győzelem során. Április 30-án, miután a Liverpool háromgólos előnyről engedte felzárkózni a Tottenham Hotspurt, a hosszabbításban szerezte meg a győztes találatot, kialakítva a 4–3-as végeredményt, amelyért jelölték a Premier League Hónap játékosa díjra. A szezon végén a Liverpool kis különbséggel maradt le a Bajnokok Ligája-indulást érő helyekről.

##### Ligakupa-győzelem (2023–2024)
2023. augusztus 19-én kezdte meg az új idényt, amikor góllal járult hozzá Bournemouth elleni 3–1-es győzelemhez, egy sérülésekkel tarkított előző szezon után. Szeptember 30-án a Tottenham elleni mérkőzésen mindössze 24 perccel pályára lépése után kiállították, így csapata kilenc emberrel fejezte be a találkozót. Teljesítményét több szakértő is kritizálta: Stephen Warnock szerint „gyenge volt, miután csereként beállt, egyáltalán nem vette fel a játék ritmusát”, míg Gary Neville jogosnak ítélte a piros lapot, és „ostobaságnak” nevezte a támadó tettét. Október 5-én szerezte meg első találatát a 2023–2024-es Európa-liga csoportkörében, beállítva a 2–0-s végeredményt az Union Saint-Gilloise ellen.
2024 januárjában – amikor Mohamed Szaláh az Afrikai nemzetek kupáján szerepelt, majd később megsérült – ő vette át a támadósor vezérszerepét. Darwin Núñezzel hatékony párost alkotott, és ebben az időszakban öt gól és két gólpassz fűződött a nevéhez a Burnley, a Newcastle United, a Bournemouth és a Chelsea elleni győztes mérkőzéseken. Teljesítményéért januárban elnyerte a Premier League Hónap játékosa díjat. Február 17-én a Brentford elleni 4–1-es idegenbeli győzelem során térdsérülést szenvedett, ami miatt két hónapra kidőlt. Április 11-én tért vissza csereként az Atalanta elleni hazai pályán 3–0-ra elvesztett Európa-liga-negyeddöntő első mérkőzésén. Néhány nappal később, április 21-én a Fulham ellen újabb sérülés miatt kényszerült lecserélésre, így kihagyta az idény hátralévő részét.

##### Premier League-cím (2024–2025)
2024. augusztus 17-én ő szerezte a Liverpool első gólját az új vezetőedző, Arne Slot irányítása alatt, a 2–0-s idegenbeli győzelem alkalmával az Ipswich Town ellen. A következő mérkőzéseken a csapat 9-es pozíciójában kezdett, mivel taktikailag jobban illeszkedett Slot rendszerébe: gyakran mélyebbre húzódott vissza, és ún. hamis kilences szerepkörben játszott, miközben Darwin Núñezzel versengett a kezdőcsapatbeli helyért. Október 5-én századik alkalommal kezdett tétmérkőzésen a klub színeiben, és ő szerezte a találkozó egyetlen gólját a Crystal Palace elleni idegenbeli győzelem során. 2025. április 2-án ő lőtte a győztes, egyben utolsó gólját a Mersey-parti rangadón az Everton ellen az Anfielden – ezzel csapata megőrizte 12 pontos előnyét a bajnoki tabella élén. Április 27-én a gárda megnyerte a 2024–2025-ös Premier League-et, amely Jota negyedik, egyben utolsó trófeája volt a klub színeiben.

### A válogatottban

#### Utánpótlás évek
Válogatott pályafutását a portugál U19-es válogatottban kezdte meg. 2015. május 29-én szerezte első gólját a Törökország elleni hazai mérkőzésen, amelyet 6–1-re nyert meg Portugália a 2015-ös U19-es Európa-bajnoki selejtezősorozatban. Még ugyanebben az évben, november 17-én, 19. életéve betöltése előtt debütált az U21-es válogatottban, ahol 15 percet játszott Izrael ellen, a 3–0-ra megnyert idegenbeli Európa-bajnoki selejtezőn. 2018. május 25-én két gól fűződött a nevéhez Olaszország ellen, egy 3–2-re megnyert felkészülési mérkőzésen, amelyet Estorilban rendeztek.

#### Felnőttválogatott
2019 márciusában kapott először meghívót a felnőttválogatottba a 2020-as Európa-bajnokság selejtezői során az Ukrajna és Szerbia ellen rendezett mérkőzésekre. Bár akkor még nem lépett pályára, tagja volt annak a keretnek, amely megnyerte a 2019-es Nemzetek Ligája-döntőjét, amelyet Portugáliában rendeztek. 2019. november 14-én debütált a nemzeti csapatban, amikor a 84. percben Cristiano Ronaldót váltotta Litvánia ellen a 6–0-ra megnyert Európa-bajnoki selejtezőn. 2020. szeptember 5-én szerezte első válogatottbeli gólját, a Horvátország elleni 4–1-es hazai győzelem alkalmával a Nemzetek Ligájában.
Helyet kapott Portugália végleges keretében az egy évvel elhalasztott 2020-as Európa-bajnokságon, ahol a németek elleni 4–2-es vereség során volt eredményes a csoportkörben. A tornán minden mérkőzésen pályára lépett, mielőtt Portugália a nyolcaddöntőben Belgium ellen kiesett. A 2022-es katari világbajnokságot kénytelen volt kihagyni, miután 2022. október 16-án vádlisérülést szenvedett a Liverpool – Manchester City bajnokin.
2023. szeptember 11-én két gólt szerzett Luxemburg ellen, Portugália történetének legnagyobb arányú győzelme (9–0) alkalmával az Európa-bajnoki selejtezők során. 2024. május 21-én bekerült a németországi Európa-bajnokságra utazó keretbe, ahol három találkozón lépett pályára: a Csehország és Grúzia elleni csoportmérkőzéseken, valamint a Szlovénia elleni nyolcaddöntőben, amelyet Portugália 3–0-ra megnyert büntetőkkel. A negyeddöntőben a franciáktól búcsúztak, szintén tizenegyespárbajban (5–3).
2025 májusában ismét behívták a válogatottba, a 2025-ös Nemzetek Ligája-döntőjére. A fináléban Portugália Spanyolország ellen diadalmaskodott 5–3-ra tizenegyesekkel, ezzel megszerezve a trófeát – ez volt Jota utolsó mérkőzése profi labdarúgóként.

## Játékstílusa
Jota sokoldalú támadónak számított, aki többféle pozícióban is bevethető volt a támadósorban: játszott középcsatárként, klasszikus befejező csatárként, szélsőként, hamis kilencesként, illetve befelé húzódó támadóként is. Noha alapvetően jobb lábasnak tartották, mindkét lábával erősen és pontosan tudott lőni. Kiemelkedő befejezései, robbanékony gyorsasága, cselezőkészsége, helyezkedése, mozgása és labdakezelése különösen hatékonnyá tette őt a kontratámadások során. Emellett a védekezéshez is aktívan hozzájárult, és kiemelkedően magas munkabírással rendelkezett a pályán.

## Magánélete
Jota valódi vezetékneve Silva volt, azonban a „Jota” nevet használta, hogy megkülönböztesse magát más Diogo és Silva vezetéknevű játékosoktól az utánpótlásban. A „Jota” a portugál ábécé „J” betűjének elnevezése, így a név nagyjából annyit tesz: „Diogo J.”
Jota testvére, André Silva szintén profi labdarúgó volt. Hozzá hasonlóan André is a Gondomar csapatában kezdte pályafutását, majd az FC Paços de Ferreira utánpótlásában játszott.  Amikor Jota 2016-ban kölcsönben a Portóhoz került, André a klub utánpótlásában szerepelt. Haláluk idején André a portugál másodosztályban szereplő Penafiel játékosa volt.
Jota szenvedélyes videojátékos volt, 2021 februárjában pedig világelső helyet foglalt el a FIFA 21 Champions ranglistán. Saját e-sport csapata is volt Luna Galaxy néven (korábban Diogo Jota eSports), és rendszeresen streamelt Twitch-en is. A Covid19-pandémia alatti lezárások idején részt vett a Premier League által szervezett meghívásos FIFA-tornán, ahol a döntőben legyőzte jövőbeli csapattársát, Trent Alexander-Arnoldot.
2025. június 22-én feleségül vette gimnáziumi szerelmét, Rute Cardosót, mindössze tizenegy nappal halála előtt. A párnak három gyermeke született.

## Halála
2025. július 3-án Jota és öccse, André halálos autóbalesetet szenvedtek a spanyolországi Zamora tartományban, miközben Liverpoolba tartottak az előszezoni edzésekre. Jota nem sokkal korábban kisebb tüdőműtéten esett át Portóban, majd megnősült. Mivel orvosi tanácsra nem repülhetett, úgy tervezte, hogy komppal tér vissza Angliába a spanyolországi Santanderből. Úton a kikötő felé, a spanyol csendőrség közlése szerint a Jota által vezetett Lamborghini Huracán egyik kereke átszakadt előzés közben az A-52-es autópályán, Cernadilla településnél a 64-es kilométerkő közelében, majd az autó lesodródott az útról és kigyulladt. A baleset éjfél után 00:30 és 00:40 között történt közép-európai nyári idő (CEST) szerint. A kiérkező mentők megerősítették, hogy mindkét testvér a helyszínen életét vesztette. Jota 28, André pedig 25 éves volt. A spanyol csendőrség közleménye szerint minden eddigi bizonyíték arra utal, hogy Jota vezette az autót a baleset idején, és hogy a jármű jelentősen túllépte az autópályán megengedett sebességhatárt. A hivatalos szakértői jelentés még készül, és a puebla de Sanabriai bíróság elé fog kerülni.
A testvérek virrasztását 2025. július 4-én tartották a portugáliai Gondomarban, ahol több száz rokon, barát és közéleti szereplő – köztük Luís Montenegro miniszterelnök és Marcelo Rebelo de Sousa köztársasági elnök – rótta le kegyeletét. A temetés másnap reggel zajlott a közeli gondomari plébániatemplomban, amelyet Manuel Linda portói püspök celebrált. A Liverpool játékosai, Virgil van Dijk és Andrew Robertson virágkoszorúkat helyeztek el Jota és André emlékére, míg Rúben Neves, a portugál válogatott csapattársa Jota koporsóvivőjeként vett részt a szertartáson. A temetést követően a testvéreket egymás mellett helyezték örök nyugalomra a templom melletti temetőben.

### Emlékezete

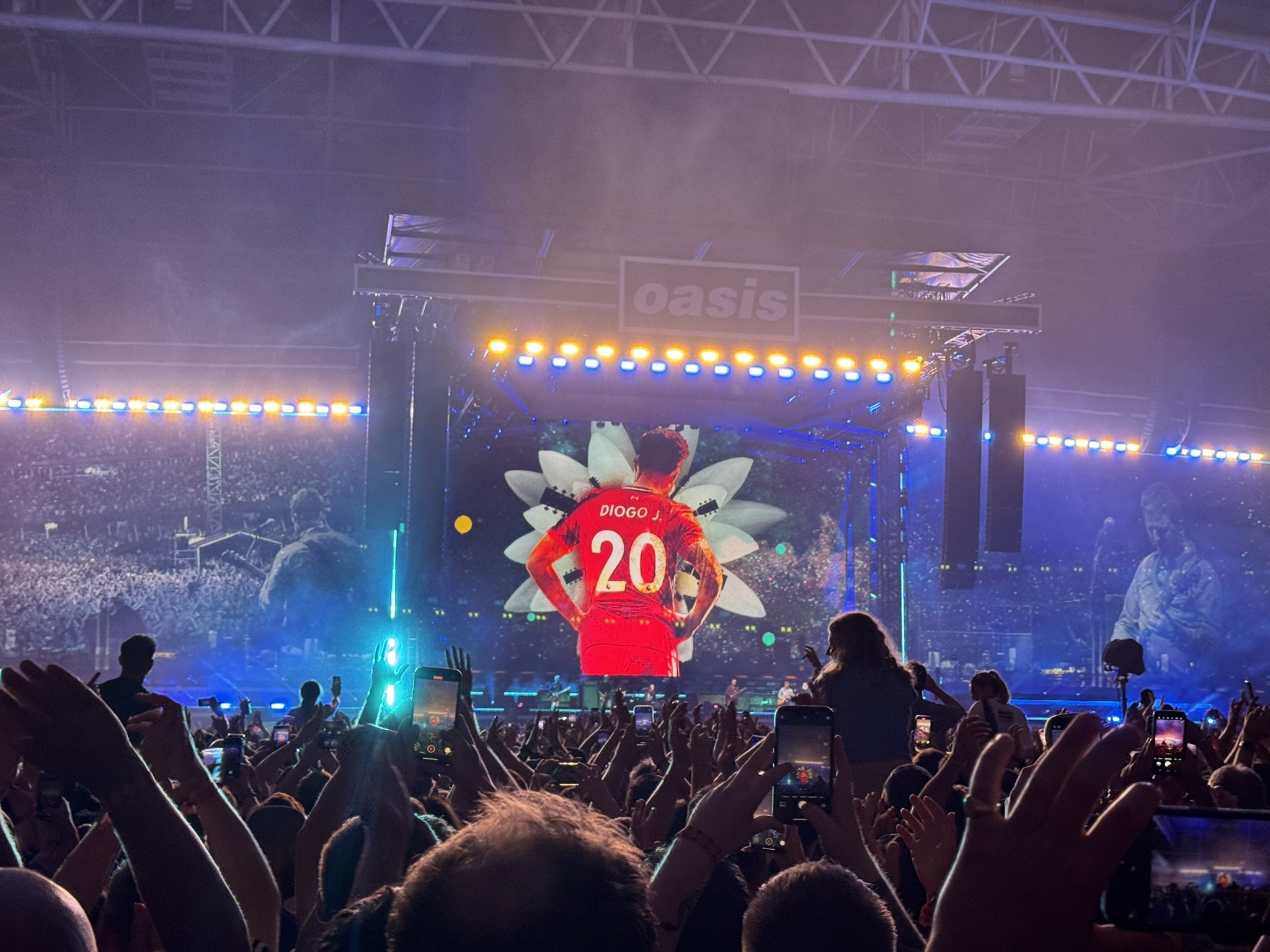
Az Oasis megemlékezése Jota tiszteletére a Live ’25 Tour eseményükön a Millennium Stadionban, Cardiffban

Jota hirtelen halála nemzetközi médiafigyelmet kapott, és a futballvilág számos szereplője részvétét fejezte ki. Arne Slot, a Liverpool vezetőedzője a játékos halálakor a klubon keresztül adott ki közleményt: „Számunkra, mint a klub számára a sokk teljes. Diogo nemcsak a játékosunk volt, hanem mindannyiunk számára szeretett személy. Csapattárs, kolléga, munkatárs, és mindegyik szerepében kivételes ember.” Michael Edwards, a Fenway Sports Group futballügyekért felelős vezérigazgatója, valamint Richard Hughes, a Liverpool sportigazgatója szintén közös közleményt adtak ki: „Mi, a liverpooli családja is képtelenek vagyunk feldolgozni a történteket… Ez a tragédia túlmutat a Liverpool FC határain.”
A klub saját honlapján közzétett megemlékezésében közölte, hogy Jota 20-as mezszámát „méltán örökítik meg”, utalva ezzel a 2024–2025-ös bajnoki szezonban nyújtott kiemelkedő teljesítményére. Számos jelenlegi és korábbi Liverpool-játékos posztolt búcsúüzenetet a közösségi médiában. A korábbi csapatkapitány, Jordan Henderson személyesen látogatott el az Anfield emlékhelyére. A klub részvétnyilvánító könyvet nyitott Anfieldben és online felületein is Diogo és André emlékére, valamint megerősítette, hogy a játékos teljes hátralévő fizetését családjának kifizetik, részletekben. Korábbi klubja, a Wolverhampton Wanderers, valamint Matt Wild, az igazgatótanács tagja így nyilatkoztak: „Mélyen megdöbbentett minket a hír. Diogo halála önmagában is tragédia, de hogy a testvére is elhunyt vele, az szinte felfoghatatlan.”
Jürgen Klopp, aki 2020-ban szerződtette Jotát a Liverpoolhoz, így emlékezett: „Diogo nemcsak fantasztikus játékos volt, hanem nagyszerű barát, szerető férj és odaadó apa. Borzasztóan fog hiányozni!” Cristiano Ronaldo, a portugál válogatott csapatkapitánya pedig ezt írta: „Egyszerűen nincs értelme. Nemrég még együtt voltunk a válogatottnál, és most házasodtál meg.” Rúben Neves, Francisco Conceição és több válogatott csapattársa is megemlékezett róla. Kenny Dalglish, a Liverpool egykori játékosa és menedzsere így fogalmazott: „A futball ebben a szomorú pillanatban teljesen lényegtelen. Tehetetlennek érezzük magunkat, hisz csupán két héttel az esküvő után aligha tudunk enyhíteni a felesége és három gyönyörű gyermeke fájdalmán.”
Gianni Infantino, a FIFA elnöke ezt nyilatkozta: „Mélyen elszomorított Diogo Jota és testvére, André Silva tragikus halálának híre… Mindkettejük nagyon fog hiányozni a futballközösségnek világszerte.” 2025. július 3–4-én a Portugál labdarúgó-szövetség kérésére minden mérkőzés előtt egyperces csenddel emlékeztek meg róluk a női Európa-bajnokságon, beleértve a Portugália–Spanyolország meccset is, ahol a játékosok gyászszalagot viseltek. A 2025-ös klubvilágbajnokság negyeddöntőinek meccsein is gyászszünetet tartottak, és a FIFA zürichi központjában félárbocra eresztették a zászlókat.
Marcelo Rebelo de Sousa, Portugália köztársasági elnöke sokkot és részvétet fejezett ki, kiemelve Jota fiatalságát, ígéretes pályafutását és friss családi boldogságát, hozzátéve: „Egy egész élet állt előtte.” Luís Montenegro miniszterelnök „váratlan és tragikus” halálesetként jellemezte a történteket, hozzátéve, hogy Jota „nagy megtiszteltetést szerzett Portugáliának”. Vilmos herceg, az Angol labdarúgó-szövetség patrónusa is részvétét nyilvánította: „A futballcsalád tagjaként mélyen elszomorított Diogo Jota és testvére halála. Gondolataink a családjával, barátaival és mindazokkal vannak, akik ismerték.”
Laufey izlandi énekesnő 2025. július 3-i liverpooli koncertjén Jotára emlékezve adta elő a „You’ll Never Walk Alone” című dalt. Az Oasis együttes a 2025. július 4-i cardiffi visszatérő turnéjuk első koncertjén Jota előtt tisztelgett: a „Live Forever” előadása közben a színpad kivetítőjén Jota képe jelent meg liverpooli mezben. Az előzenekar, a liverpooli Cast, a „Walkaway” című számot ajánlotta neki. Nuno Bettencourt, portugál–amerikai gitáros a július 5-i Back to the Beginning koncerten, a birminghami Villa Parkban szintén Jotának ajánlotta fellépését. A „Changes” (Black Sabbath) című szám előtt Jota 20-as mezét viselve lépett színpadra Yungbluddal közösen.
2025. július 13-án a Liverpool tisztelegett Jota és testvére előtt a Preston North End elleni előszezoni barátságos mérkőzésen a Deepdale-en. A kezdőrúgás előtt a játékosok és a szurkolók egyperces néma csenddel emlékeztek, mindkét csapat fekete karszalagot viselt. Ben Whiteman, a Preston csapatkapitánya koszorút helyezett el a Liverpool szurkolói előtt, akik „Forever our 20 number” feliratú transzparenseket helyeztek el. Elhangzott a You'll Never Walk Alone című dal feldolgozása, és digitális tisztelgéseket mutattak be a stadionban.
2025. augusztus 1-jén korábbi csapattársa a Liverpoolban, James Milner bejelentette, hogy emléke előtt tisztelegve a 2025–2026-os Premier League-szezonban a 20-as mezszámot fogja viselni a Brighton & Hove Albion játékosaként.

## Pályafutása statisztikái

### Klubcsapatokban
| Klub                       | Szezon             | Bajnokság          | Bajnokság | Bajnokság | Kupa  | Kupa  | Ligakupa | Ligakupa | Nemzetközi | Nemzetközi | Összesen | Összesen |
| Klub                       | Szezon             | Bajnokság          | Mérk.     | Gólok     | Mérk. | Gólok | Mérk     | Gólok    | Mérk.      | Gólok      | Mérk.    | Gólok    |
| -------------------------- | ------------------ | ------------------ | --------- | --------- | ----- | ----- | -------- | -------- | ---------- | ---------- | -------- | -------- |
| Paços de Ferreira          | 2014–2015          | Primeira Liga      | 10        | 2         | 1     | 1     | 0        | 0        | —          | —          | 11       | 3        |
| Paços de Ferreira          | 2015–2016          | Primeira Liga      | 31        | 12        | 1     | 0     | 2        | 0        | —          | —          | 34       | 12       |
| Paços de Ferreira          | Összesen           | Összesen           | 41        | 14        | 2     | 1     | 2        | 0        | —          | —          | 45       | 15       |
| Atlético Madrid            | 2016–2017          | La Liga            | 0         | 0         | —     | —     | —        | —        | —          | —          | 0        | 0        |
| Porto (kölcsönben)         | 2016–2017          | Primeira Liga      | 27        | 8         | 1     | 0     | 1        | 0        | 8          | 1          | 37       | 9        |
| Wolverhampton (kölcsönben) | 2017–2018          | Championship       | 44        | 17        | 1     | 1     | 1        | 0        | —          | —          | 46       | 18       |
| Wolverhampton              | 2018–2019          | Premier League     | 33        | 9         | 3     | 1     | 1        | 0        | —          | —          | 37       | 10       |
| Wolverhampton              | 2019–2020          | Premier League     | 34        | 7         | 0     | 0     | 0        | 0        | 14         | 9          | 48       | 16       |
| Wolverhampton              | Összesen           | Összesen           | 111       | 33        | 4     | 2     | 2        | 0        | 14         | 9          | 131      | 44       |
| Liverpool                  | 2020–2021          | Premier League     | 19        | 9         | 0     | 0     | 2        | 0        | 9          | 4          | 30       | 13       |
| Liverpool                  | 2021–2022          | Premier League     | 35        | 15        | 5     | 2     | 4        | 3        | 11         | 1          | 55       | 21       |
| Liverpool                  | 2022–2023          | Premier League     | 22        | 7         | 0     | 0     | 0        | 0        | 6          | 0          | 28       | 7        |
| Liverpool                  | 2023–2024          | Premier League     | 21        | 10        | 2     | 1     | 4        | 1        | 5          | 3          | 32       | 15       |
| Liverpool                  | 2024–2025          | Premier League     | 26        | 6         | 2     | 1     | 5        | 2        | 4          | 0          | 37       | 9        |
| Liverpool                  | Összesen           | Összesen           | 123       | 47        | 9     | 4     | 15       | 6        | 35         | 8          | 182      | 65       |
| Teljes pályafutása         | Teljes pályafutása | Teljes pályafutása | 302       | 102       | 16    | 7     | 20       | 6        | 57         | 18         | 395      | 133      |

1. ↑  Mérkőzései a portugál és az angol kupában.
2. ↑  Mérkőzései a portugál és az angol ligakupában.
3. ↑  Mérkőzései a Bajnokok Ligájában.
4. ↑  Mérkőzései az Európa-ligában.
5. ↑  Mérkőzései a Bajnokok Ligájában.
6. ↑  Mérkőzései a Bajnokok Ligájában.
7. ↑  Mérkőzései a Bajnokok Ligájában.
8. ↑  Mérkőzései az Európa-ligában.
9. ↑  Mérkőzései a Bajnokok Ligájában.

### A válogatottban
Forrás: 
| Portugália | Portugália | Portugália |
| Év         | Mérk.      | Gólok      |
| ---------- | ---------- | ---------- |
| 2019       | 2          | 0          |
| 2020       | 8          | 3          |
| 2021       | 12         | 5          |
| 2022       | 7          | 2          |
| 2023       | 7          | 2          |
| 2024       | 10         | 2          |
| 2025       | 3          | 0          |
| Összesen   | 49         | 14         |

#### Góljai a válogatottban
Forrás: 
| #  | Dátum                | Helyszín                                     | Mérkőzés | Ellenfél     | Gól | Eredmény | Verseny                               | Forrás  |
| -- | -------------------- | -------------------------------------------- | -------- | ------------ | --- | -------- | ------------------------------------- | ------- |
| 1  | 2020. szeptember 5.  | Estádio do Dragão, Porto, Portugália         | 3        | Horvátország | 2–0 | 4–1      | 2020–2021-es Nemzetek Ligája (A liga) | [ 169 ] |
| 2  | 2020. október 14.    | Estádio José Alvalade, Lisszabon, Portugália | 7        | Svédország   | 2–0 | 3–0      | 2020–2021-es Nemzetek Ligája (A liga) | [ 170 ] |
| 3  | 2020. október 14.    | Estádio José Alvalade, Lisszabon, Portugália | 7        | Svédország   | 3–0 | 3–0      | 2020–2021-es Nemzetek Ligája (A liga) | [ 170 ] |
| 4  | 2021. március 27.    | Rajko Mitić Stadion, Belgrád, Szerbia        | 11       | Szerbia      | 1–0 | 2–2      | 2022-es világbajnokság-selejtező      | [ 171 ] |
| 5  | 2021. március 27.    | Rajko Mitić Stadion, Belgrád, Szerbia        | 11       | Szerbia      | 2–0 | 2–2      | 2022-es világbajnokság-selejtező      | [ 171 ] |
| 6  | 2021. március 30.    | Stade Josy Barthel, Luxembourg, Luxemburg    | 12       | Luxemburg    | 1–1 | 3–1      | 2022-es világbajnokság-selejtező      | [ 172 ] |
| 7  | 2021. június 19.     | Allianz Arena, München, Németország          | 16       | Németország  | 2–4 | 2–4      | 2020-as Európa-bajnokság              | [ 173 ] |
| 8  | 2021. szeptember 7.  | Olimpiai Stadion, Baku, Azerbajdzsán         | 21       | Azerbajdzsán | 3–0 | 3–0      | 2022-es világbajnokság-selejtező      | [ 174 ] |
| 9  | 2022. március 24.    | Estádio do Dragão, Porto, Portugália         | 23       | Törökország  | 2–0 | 3–1      | 2022-es világbajnokság-selejtező      | [ 175 ] |
| 10 | 2022. szeptember 24. | Fortuna Arena, Prága, Csehország             | 28       | Csehország   | 4–0 | 4–0      | 2022–2023-as Nemzetek Ligája (A liga) | [ 176 ] |
| 11 | 2023. szeptember 11. | Algarve Stadion, Algarve, Portugália         | 33       | Luxemburg    | 5–0 | 9–0      | 2024-es Európa-bajnokság selejtező    | [ 177 ] |
| 12 | 2023. szeptember 11. | Algarve Stadion, Algarve, Portugália         | 33       | Luxemburg    | 7–0 | 9–0      | 2024-es Európa-bajnokság selejtező    | [ 177 ] |
| 13 | 2024. június 4.      | Estádio José Alvalade, Lisszabon, Portugália | 37       | Finnország   | 2–0 | 4–2      | Barátságos mérkőzés                   | [ 178 ] |
| 14 | 2024. június 8.      | Estádio Nacional, Oeiras, Portugália         | 38       | Horvátország | 1–1 | 1–2      | Barátságos mérkőzés                   | [ 179 ] |

## Sikerei, díjai

### Klubcsapatokban
Wolverhampton Wanderers
- EFL Championship: 2017–2018[180]

Liverpool
- Premier League: 2024–2025[181]
- FA-kupa: 2021–2022[182]
- Ligakupa: 2021–2022,[183] döntős: 2024–2025[184]
- UEFA-bajnokok ligája döntős: 2021–2022[185]

### A válogatottban
Portugália
- UEFA Nemzetek Ligája: 2018–2019,[186] 2024–2025[187]

### Egyéni
- Premier League – A hónap játékosa: 2024. január[2]
- Primeira Liga – A hónap fiatal játékosa: 2015 október/november[188]
- Primeira Liga – A hónap gólja: 2016 február[189]
- UEFA-bajnokok ligája – Áttörést hozó tizenegy: 2020[190]

## Fordítás
Ez a szócikk részben vagy egészben  a   Diogo Jota című angol Wikipédia-szócikk ezen változatának fordításán alapul.  Az eredeti cikk szerkesztőit annak laptörténete sorolja fel. Ez a jelzés csupán a megfogalmazás eredetét és a szerzői jogokat jelzi, nem szolgál a cikkben szereplő információk forrásmegjelöléseként.